# Marshall Phillips
Marshall Phillips (* 10. Oktober 1975 in Atlanta, Georgia) ist ein US-amerikanischer Basketballspieler.

## Karriere
Der 1,96 m große und 91 kg schwere Shooting Guard begann seine sportliche Karriere 1997 an der Appalachian State University. Danach war er für verschiedene Clubs in den USA, Puerto Rico und Mexiko aktiv, in Europa ging er für Sassari in Italien und BG Leuven in Belgien auf Korbjagd. Zuletzt spielte er in der CBA für die Minot Skyrockets und wurde für das CBA All Star Game nominiert. 
2008 stand er beim deutschen Bundesligisten TBB Trier unter Vertrag. In der Saison 2008/09 spielte er für Étoile de Charleville-Mézières in Frankreich, anschließend wechselte er zu Sagesse Beirut (Libanon).

## Stationen
- 1997–1999 Appalachian State University (NCAA)
- 1999–2001 Fort Wayne Fury (CBA)
- 2001–2002 Roanoke Dazzle (NBDL)
- 2002–2003 Rockford Lightning (CBA)
- 2003–2004 Gary Steelheads (CBA)
- 2004–2005 Rockford Lightning (CBA)
- 2005–2006 Dinamo Basket Sassari (Italien)
- 2006–2007 Basket Groot Leuven (Belgien)
- 2007–2008 Minot Skyrockets (CBA)
- 2008 TBB Trier (Deutschland)
- 2008–2009 Étoile de Charleville-Mézières (Frankreich)
- seit 2009 Sagesse Beirut (Libanon)